# Tulancinguillo
Tulancinguillo är en ort i Mexiko.   Den ligger i kommunen Xicotepec och delstaten Puebla, i den sydöstra delen av landet, 160 km nordost om huvudstaden Mexico City. Tulancinguillo ligger 541 meter över havet och antalet invånare är 113.
Terrängen runt Tulancinguillo är huvudsakligen kuperad, men söderut är den bergig. Runt Tulancinguillo är det ganska tätbefolkat, med 149 invånare per kvadratkilometer. Närmaste större samhälle är Xicotepec de Juárez, 8,8 km sydväst om Tulancinguillo. I omgivningarna runt Tulancinguillo växer i huvudsak städsegrön lövskog.